# Canon EOS R
De Canon EOS R is een full-frame systeemcamera met verwisselbare lenzen. De camera werd op 25 oktober 2018 door Canon geïntroduceerd.

## Belangrijkste kenmerken
- Full frame 30,1 dual-pixel CMOS sensor
- Digitale zoeker
- ISO bereik van 100 tot 40000 (uit te breiden tot 102400)
- 8 foto's per seconde
- Wi-Fi- en Bluetooth-verbinding
- Volledig draaibaar en kantelbaar scherm

In de digitale zoeker is alle beschikbaar informatie in real-time te bekijken. Inclusief histogram, een andere belichtingsinformatie en een digitaal waterpas. 

## Lenzen
De Canon EOS R heeft een eigen systeem van de vatting van de lenzen, het RF-systeem. Andere lenzen, zoals de EF en EF-S lenzen kunnen alleen gebruikt worden met een adapter. Bij EF-S Lenzen wordt automatisch een kleiner deel van de sensor gebruikt, wat resulteert in een lagere resolutie.
Bij het verschijnen van de EOS R waren de volgende lenzen beschikbaar voor het RF systeem:
- Canon RF 35 mm F1.8 Macro IS STM
- Canon RF 50 mm F1.2 L USM
- Canon RF 24–105 mm F4 L IS USM
- Canon RF 28–70 mm F2 L USM

## Galerij

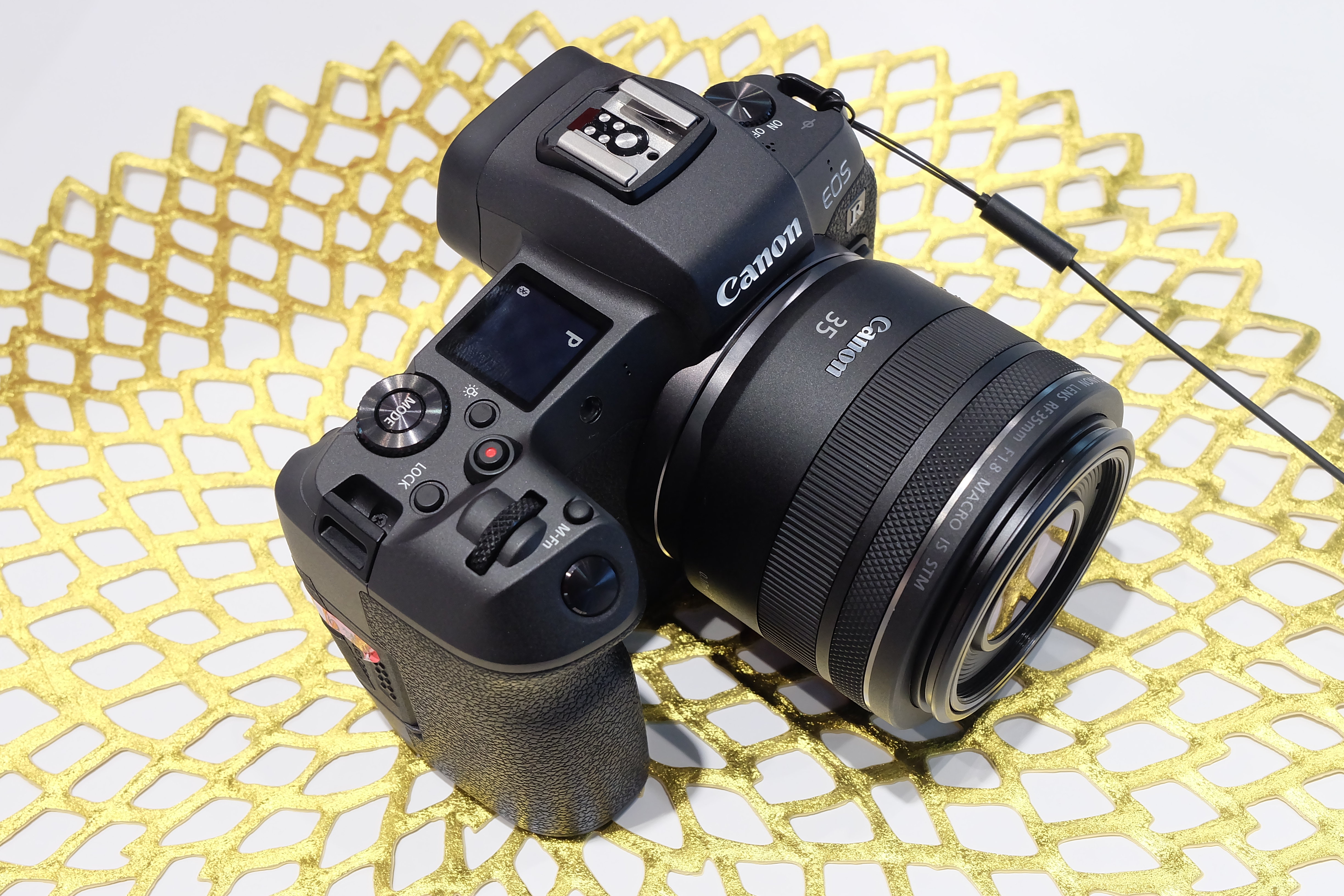
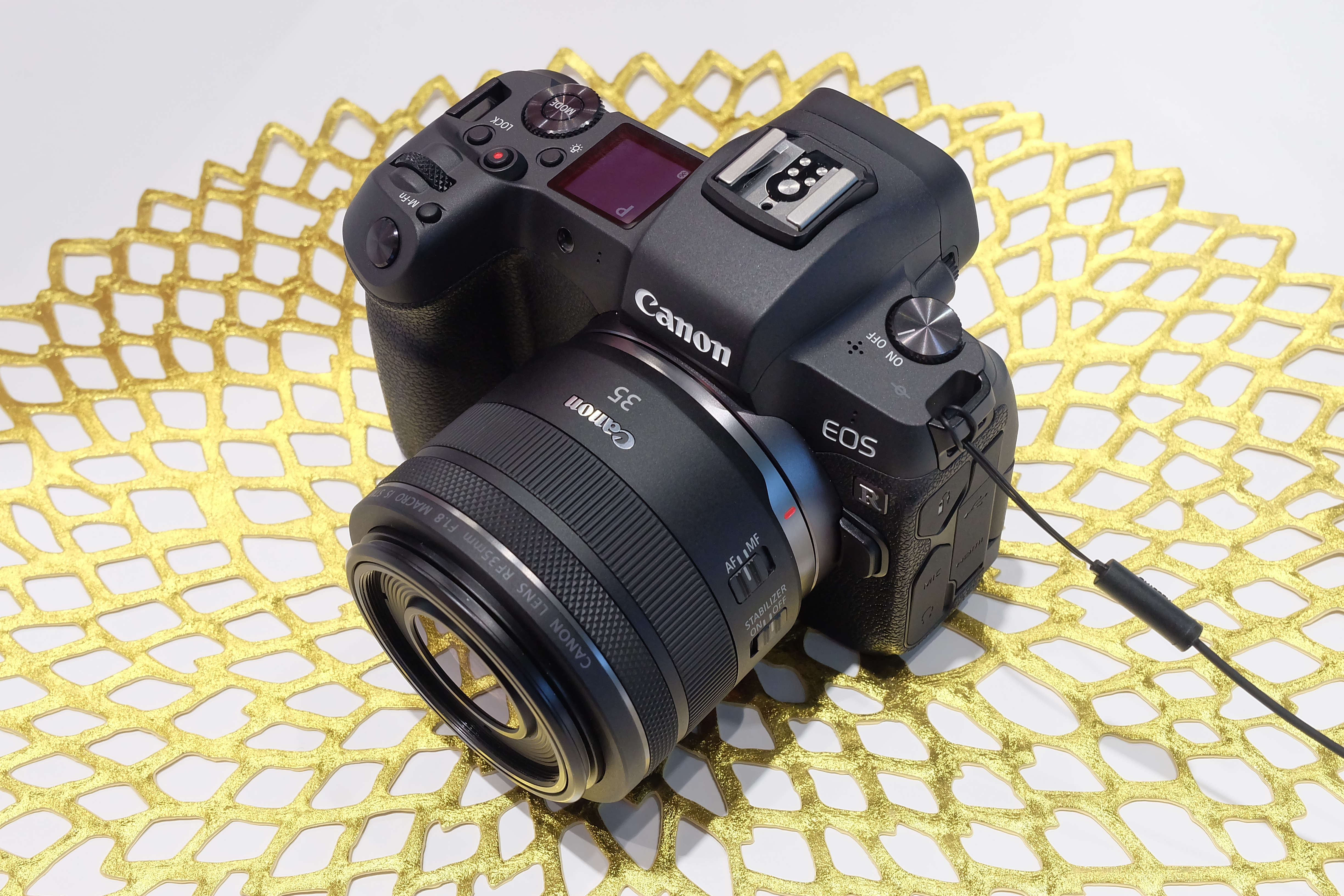
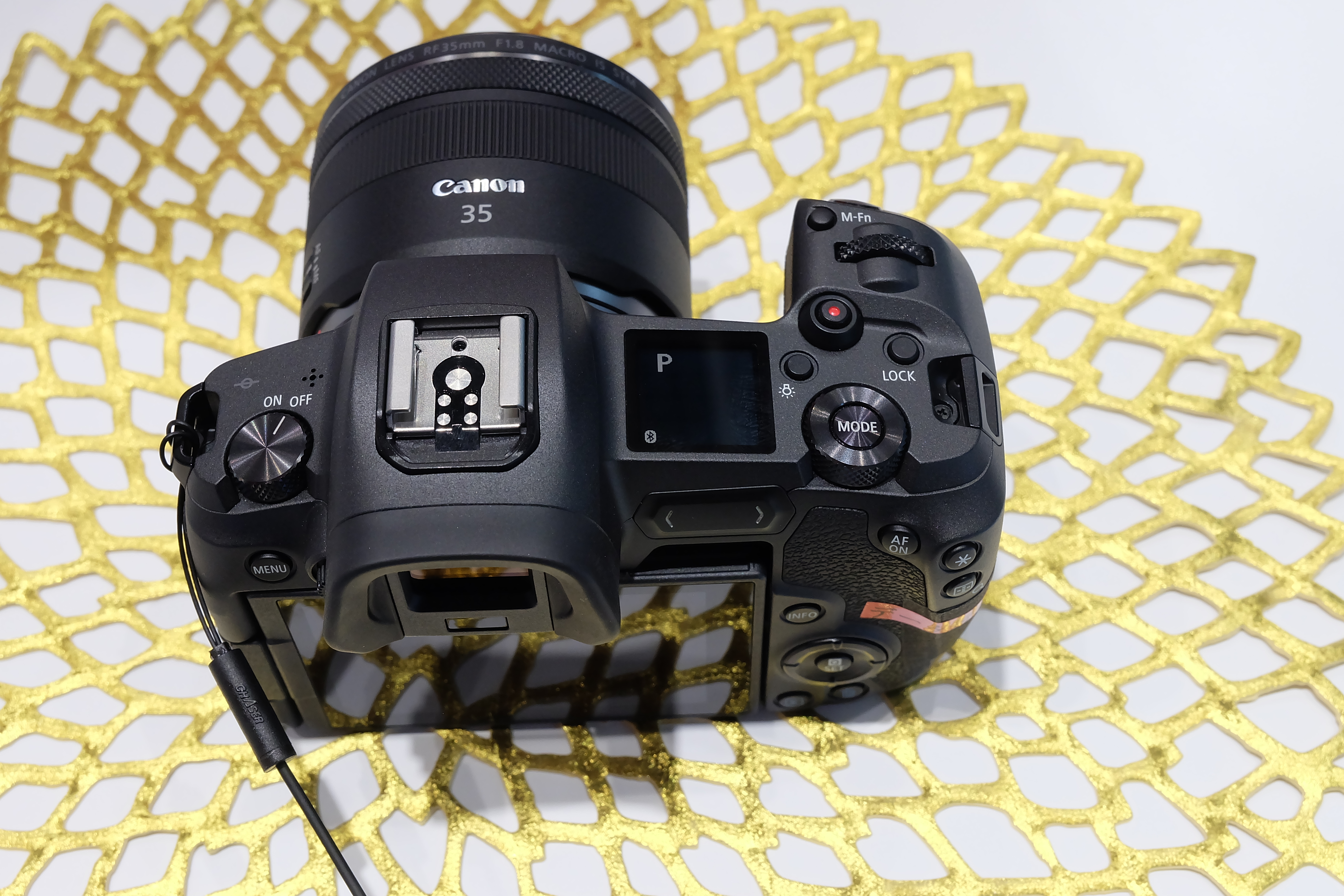
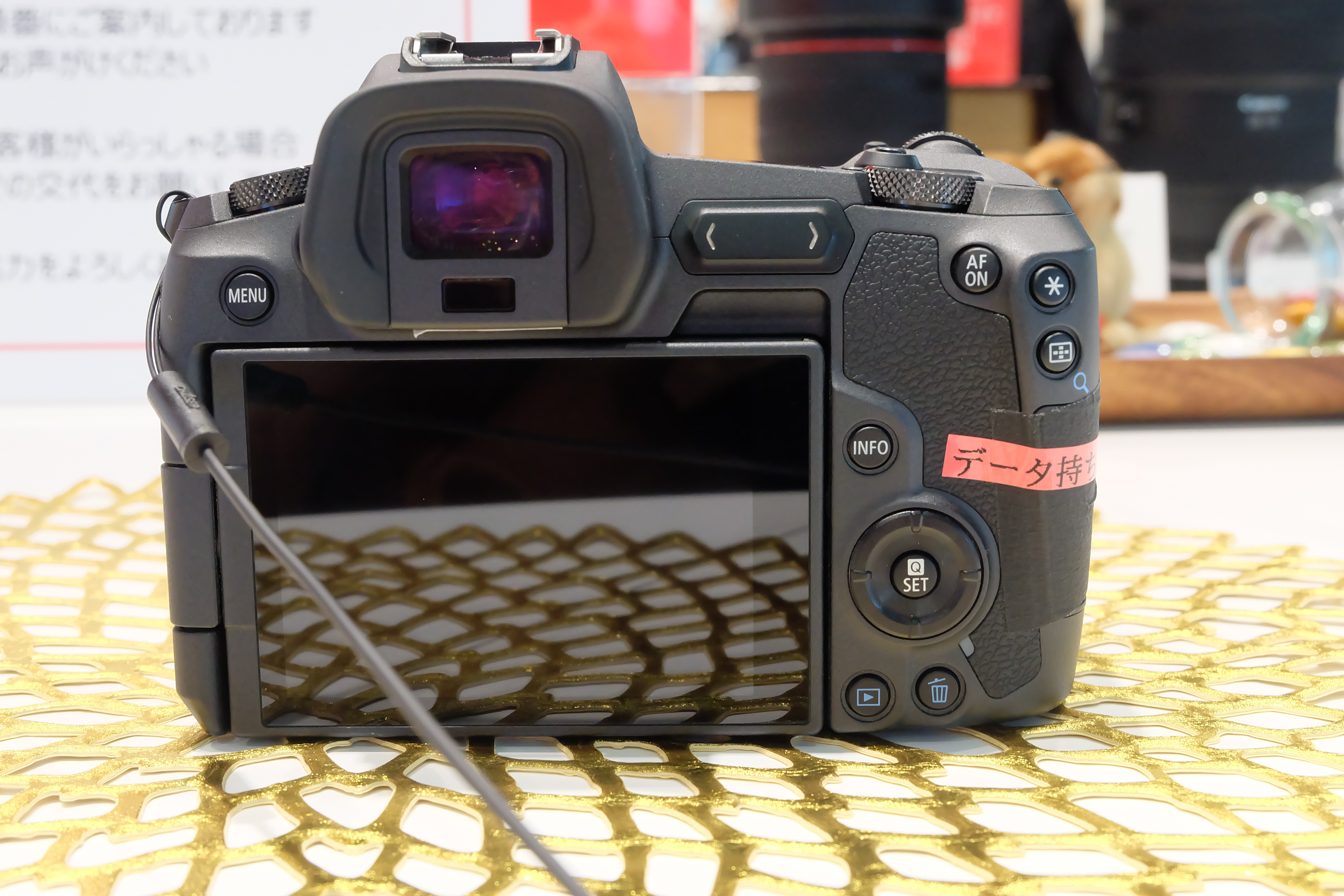
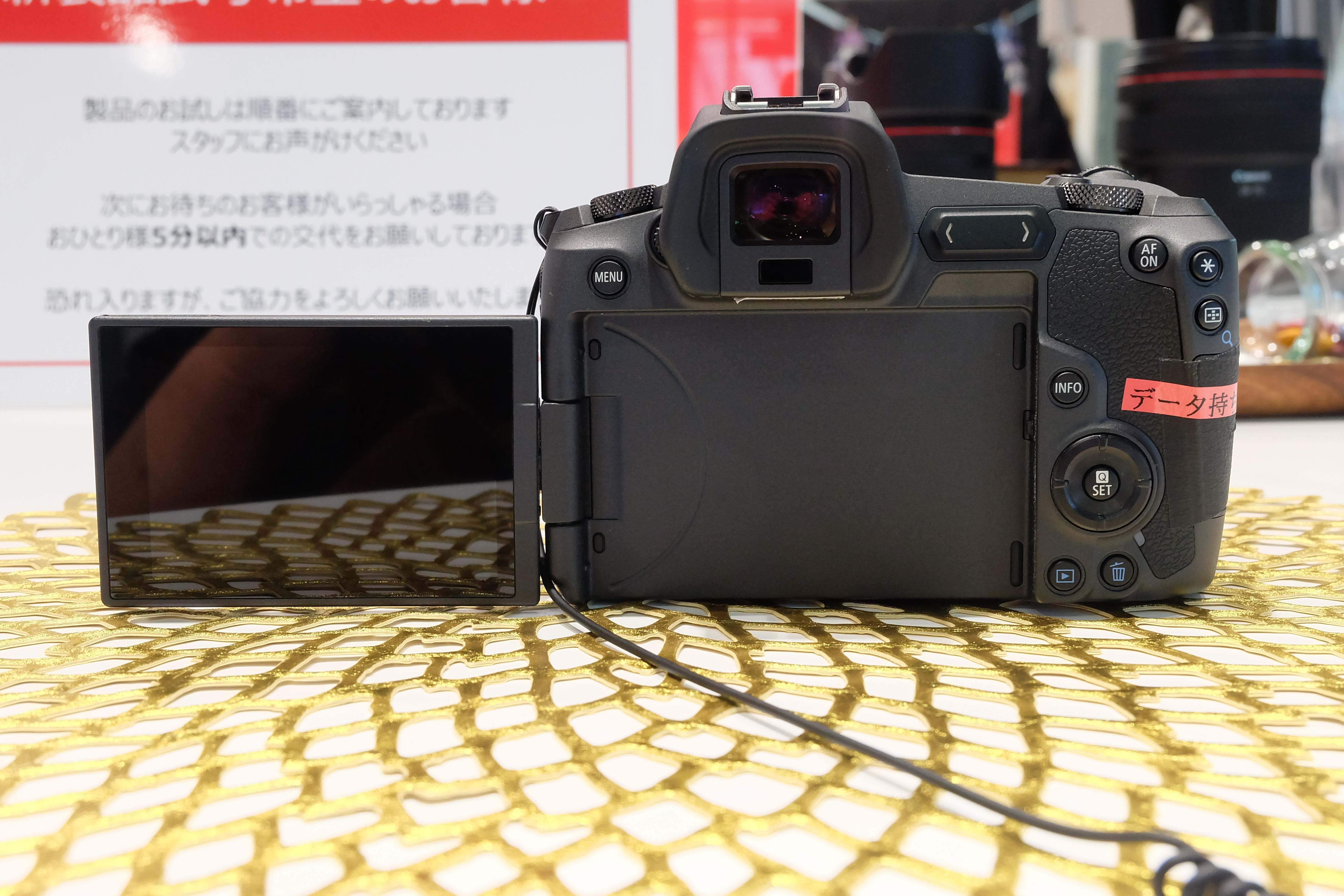
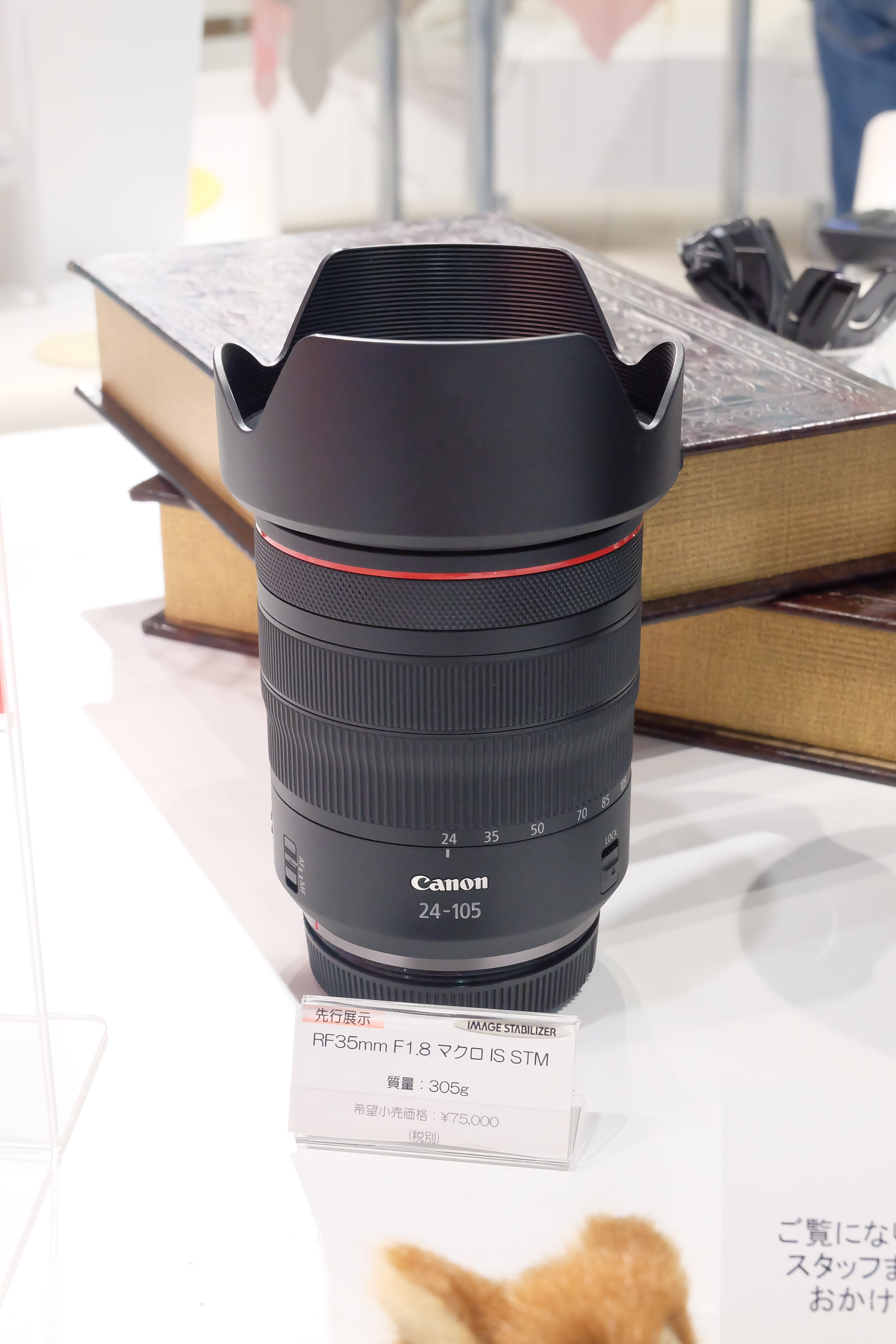
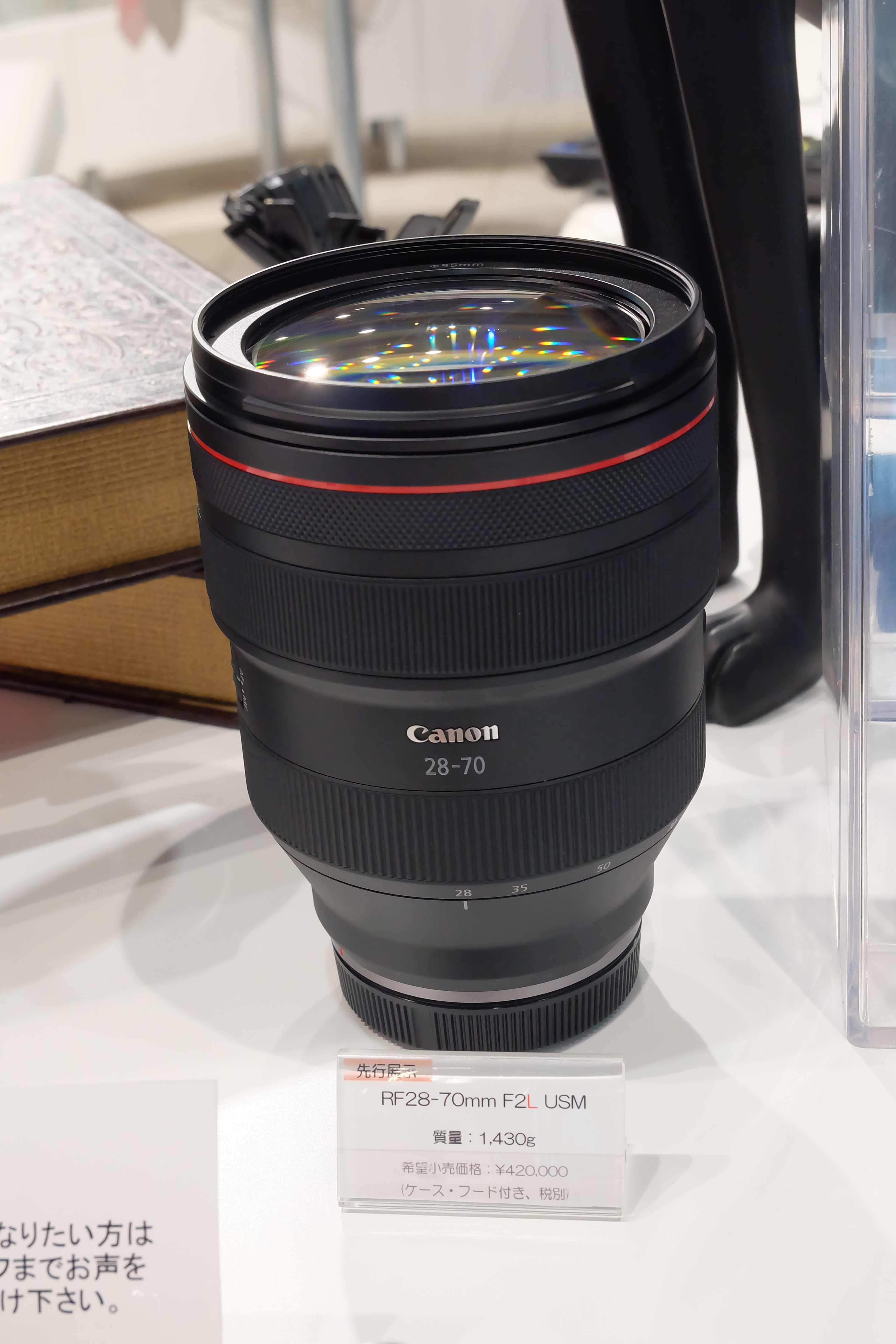